# Église Saint-Pierre-et-Saint-Paul de Presles-et-Boves
Pour les articles homonymes, voir Église Saint-Pierre-et-Saint-Paul.
L'église Saint-Pierre-et-Saint-Paul est une église située à Presles-et-Boves, en France.

## Description
Elle est constituée d'un nef romane à quatre travées reposant sur des piliers rond. Elle possédait des bas-côtés. Le chœur et le clocher ont été refaits par les soins de Raoul de Presles entre 1300 et 1312.

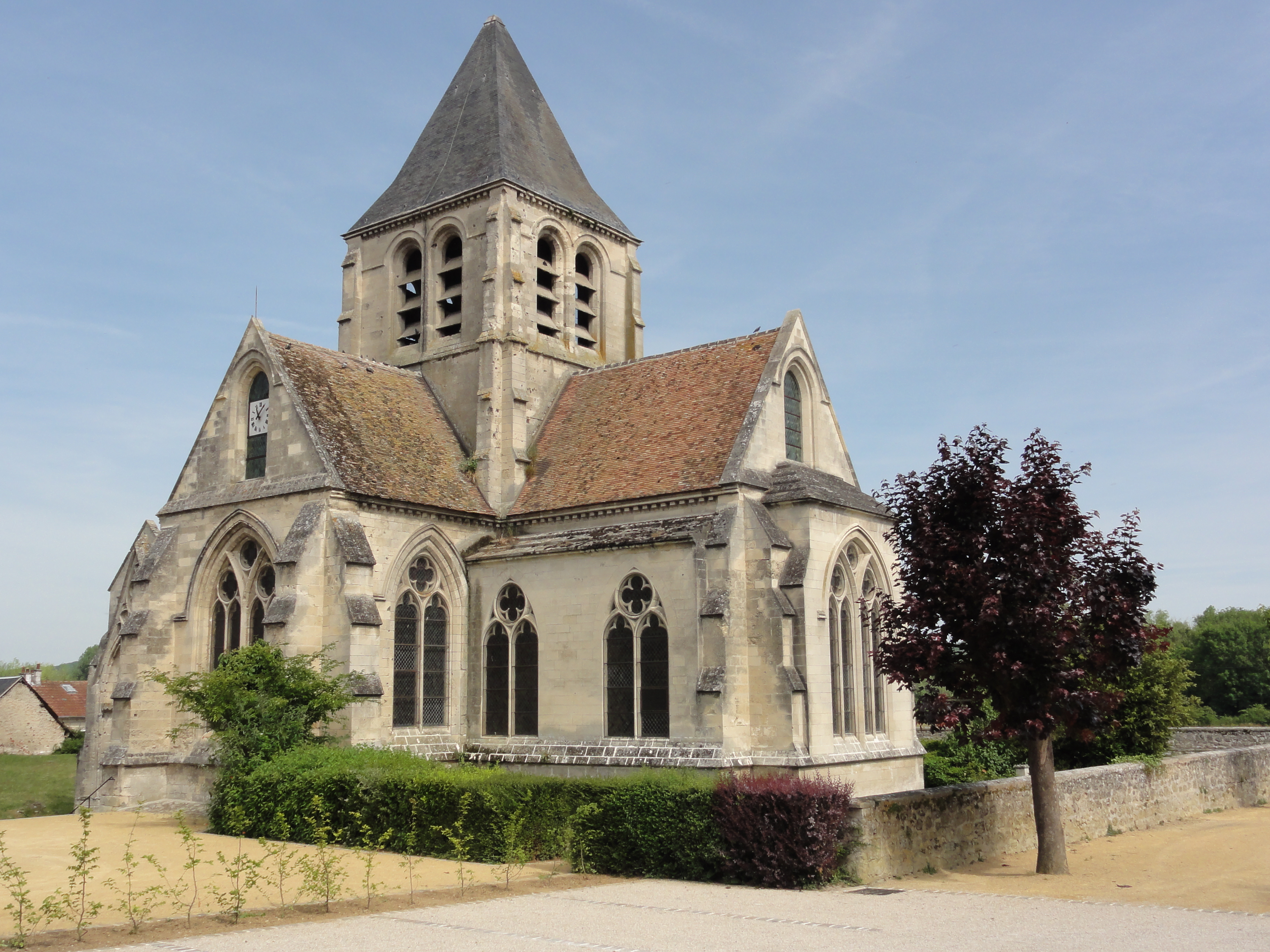
Côté sud-est,
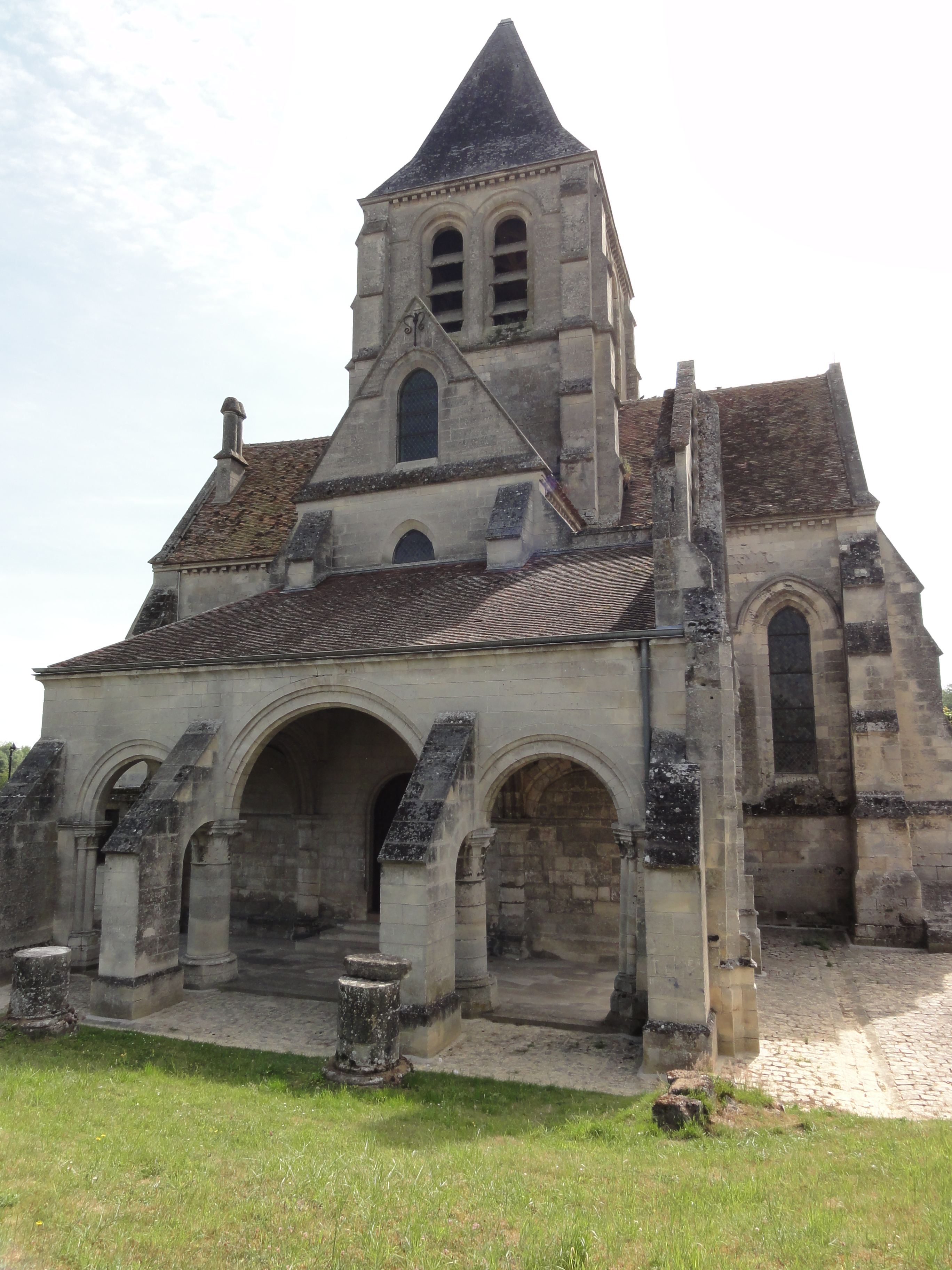
Côté porche avec la tour,
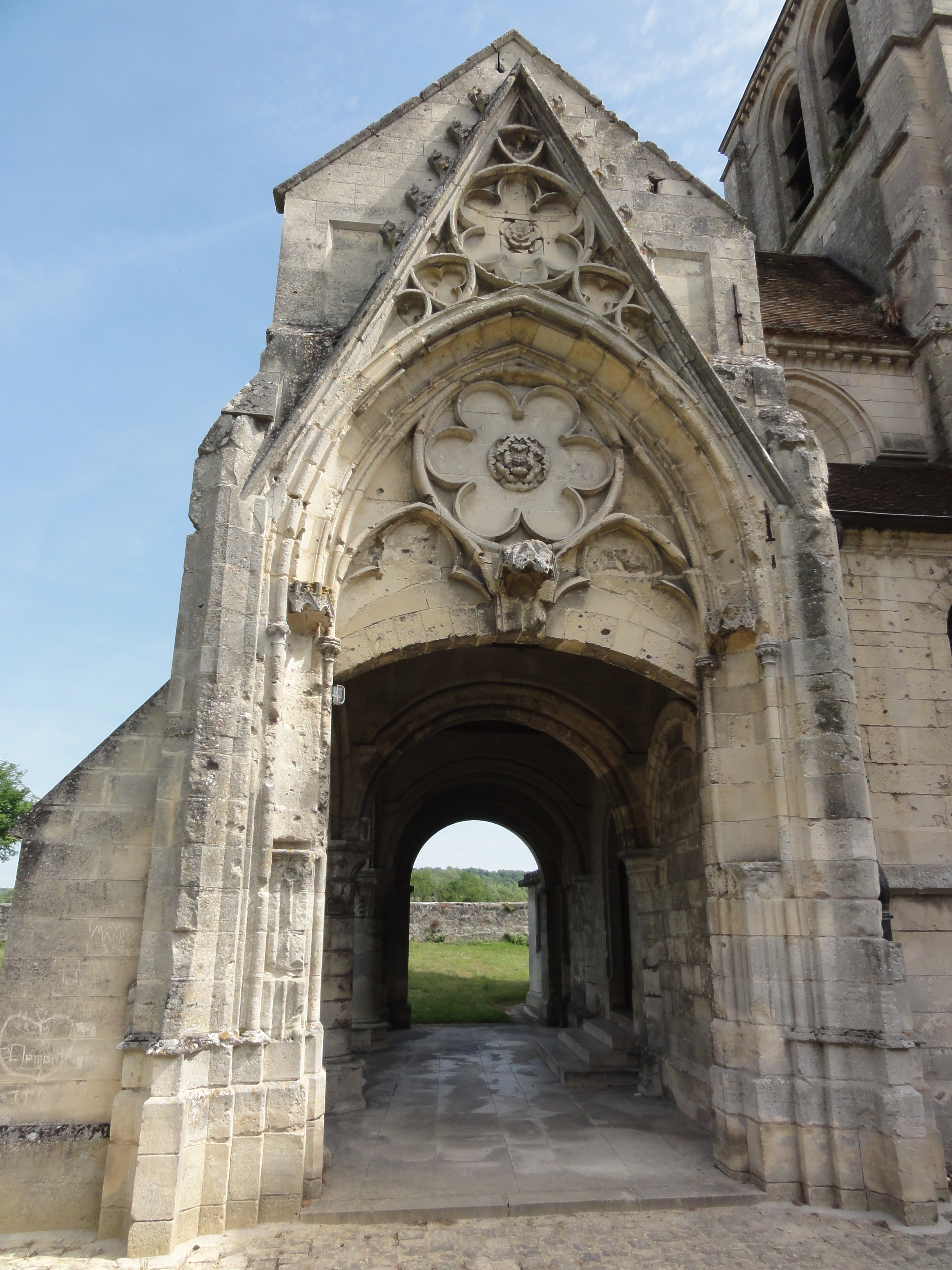
Porche vue latéral extérieur,
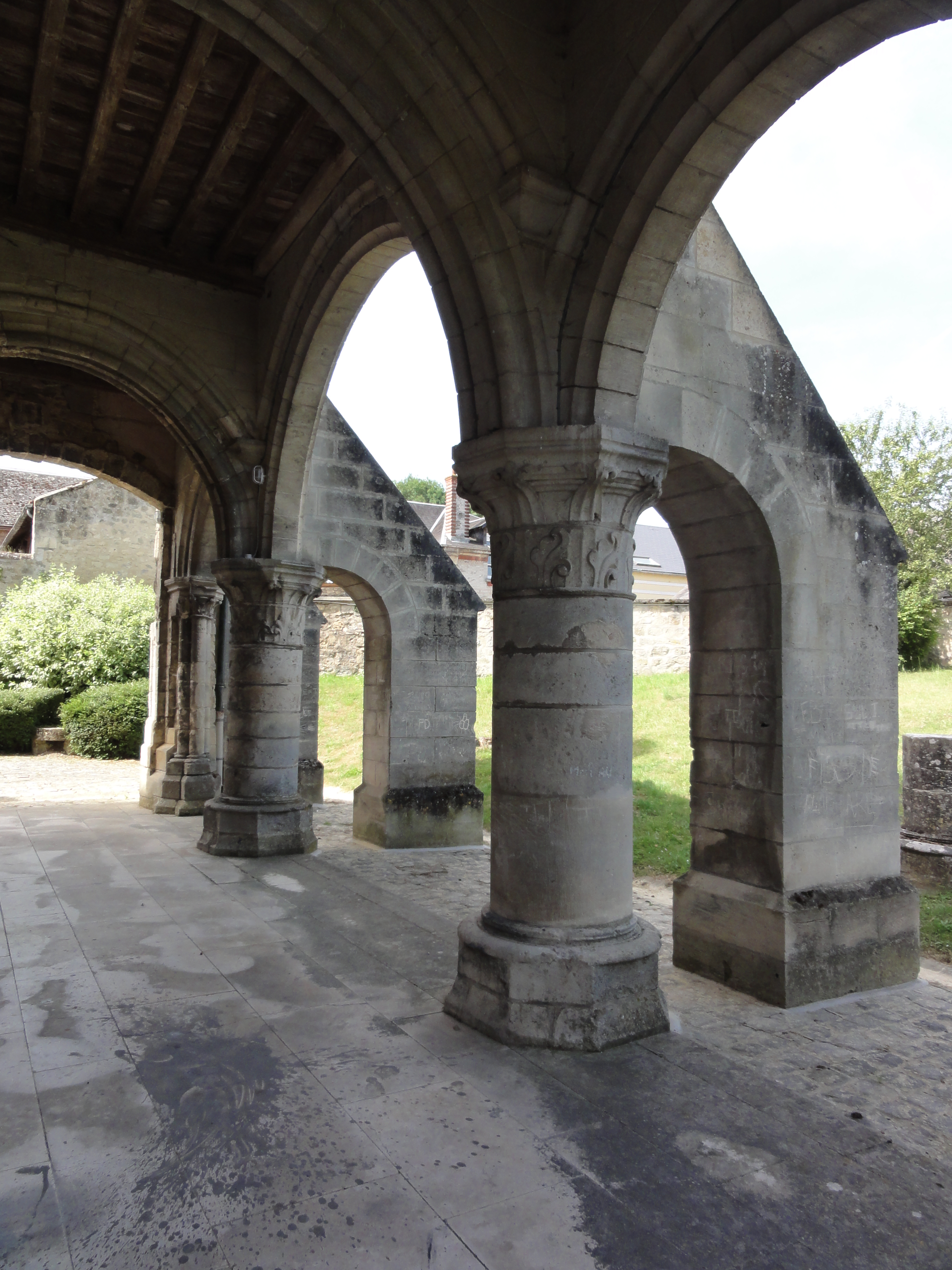
Porche vue de l'intérieur;
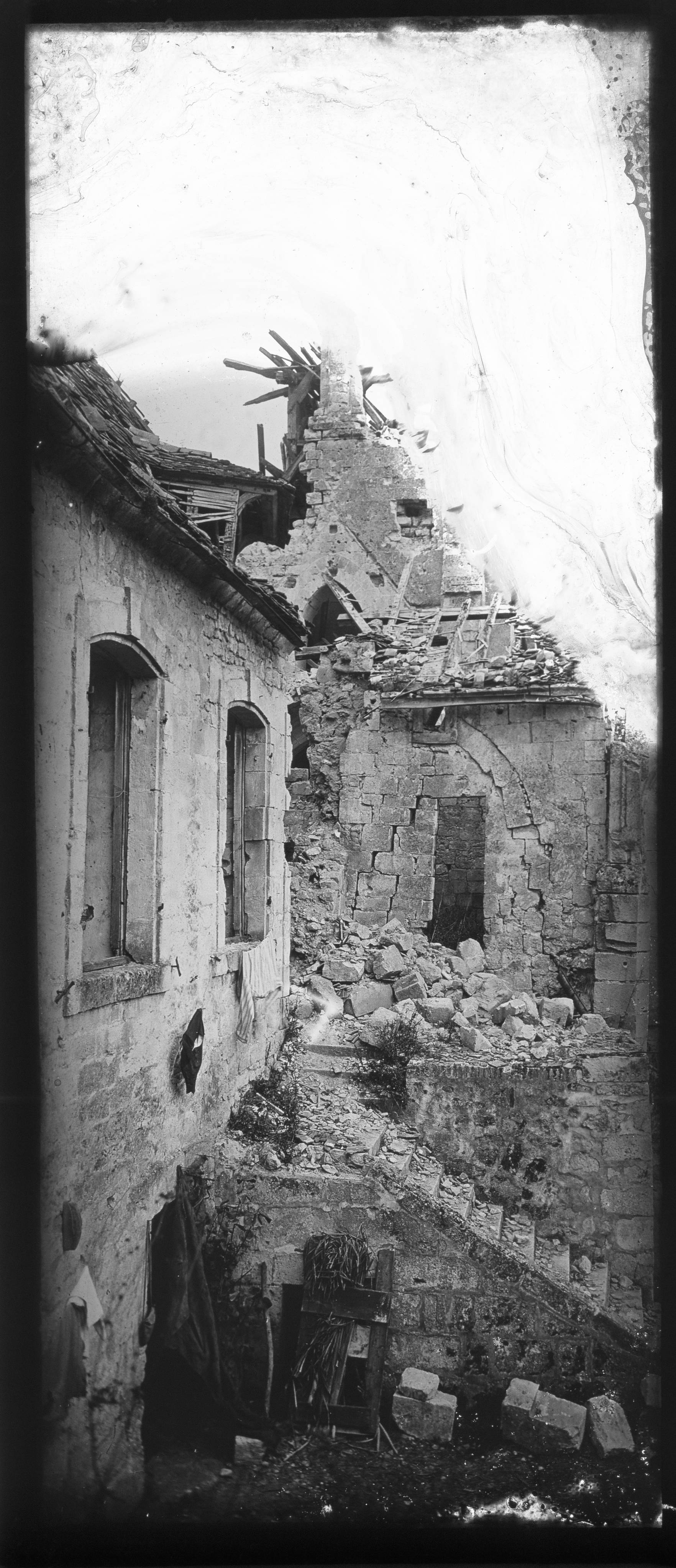
dommages de la Grande guerre,  par Raoul Berthelé, Archives municipales de Toulouse.

## Localisation
L'église est située sur la commune de Presles-et-Boves, dans le département de l'Aisne.

## Historique
Elle a été remaniée en 1439 puis en 1755 pour les travées, la tradition orale voulant qu'elle fut endommagée par les guerres de Religion. 
Le monument est classé au titre des monuments historiques en 1912.